# Pauvre Richard (film)
Pour les articles homonymes, voir Pauvre Richard.
Pour plus de détails, voir Fiche technique et Distribution.
Pauvre Richard est une comédie française réalisée par Malik Chibane sortie en 2013 d'après la bande dessinée de Michel Sanz (scénario) et Nico (dessin) parue en 2006.

## Synopsis
Richard et Omar, deux amis de toujours, habitent un quartier de banlieue où ils vivent de la vente de boissons chaudes sur le marché. Tout le monde se connaît ici. Entre voisins, on n'hésite pas à se rendre service, à se faire crédit, formant ainsi une charmante communauté. Tout le quartier est bouleversé lorsqu’Omar devient l’unique gagnant de la Loterie Internationale. Ce dernier prend peur et opte pour l’anonymat ; seul son père est au courant. C’est le début des ennuis. Les habitants du quartier peinent à se tenir tranquilles, la suspicion et la paranoïa les gagnent. Chacun guette le moindre indice de richesse (vêtements neufs, nouvelle voiture, déménagement inopiné) et plus personne n’ose craquer devant la promotion du jour d’une grande surface. Alors qu’Omar dissimule sa nouvelle fortune, les habitants vont commencer à soupçonner Richard d’être le grand vainqueur de la loterie. Pour Richard, c’est le début des galères.

## Fiche technique
- Titre : Pauvre Richard
- Réalisation : Malik Chibane
- Scénario : Malik Chibane, François Patissier et Michel Sanz
- Photographie : Vincent Jeannot
- Montage : Pierre Goupillon
- Directeur artistique : Gérard Moulévrier et Cédric Simoneau
- Musique : Abdelhadi El Rharbi
  - Chanson La Française des gueux (générique de fin) : Thomas Pitiot
- Producteur : Nadia Hasnaoui
  - Coproducteur : Frédéric Diefenthal
- Production : Alhambra Films et GFG Production
- Distribution : Mica Films
- Pays :  France
- Genre : comédie
- Durée : 90 minutes
- Dates de sortie : 
  - France : 16 janvier 2013

## Distribution
- Frédéric Diefenthal : Richard
- Yacine Belhousse : Omar
- Elsa Lunghini : Amel
- Delphine Théodore : Sabine
- Jackie Berroyer : le patron du café
- Smaïn : Farid, veuf, père d'Omar
- Marc Andreoni : Luis
- Agnès Soral : Mme Pélissier
- Mohamed Hicham : Mourad
- Driss Ramdi : Pink
- Yannick Ruiz : Blue
- Nadège Beausson-Diagne : Joséphine
- Julie Nicolet : La belle blonde
- Abel Jafri : Placier